# 2011年千葉県議会議員選挙
2011年千葉県議会議員選挙は、千葉県の議決機関である千葉県議会を構成する議員を改選するため行われた日本の地方選挙で、第17回統一地方選挙前半戦投票日である2011年4月10日に投開票が行われた。

## 概要
「地方公共団体の議会の議員及び長の選挙期日等の臨時特例に関する法律」に基づき、第17回統一地方選挙として行われた。95議席に147名の候補者が立候補して争ったが、自民党が県議会の過半数を維持する結果となった。
県議選告示前の3月11日に発生した東日本大震災による液状化現象などで大きな被害を受けた浦安市では、市長と市選挙管理委員会が震災対応を理由として選挙事務を拒否したため、投開票日の4月10日に投票ができず、立候補者はいても当選者はいないという前代未聞の事態が起こった。そのため、1ヶ月半後の5月22日に再選挙が行われた。
浦安市選挙区における選挙事務執行問題については第17回統一地方選挙#千葉県議会議員選挙の浦安市での選挙事務執行停止問題を参照。

## 基礎データ
- 選挙事由：議員任期満了
- 告示日：2011年4月1日
- 投票日：2011年4月10日
- 議員定数：95名
- 選挙区：45選挙区

| 選挙区名       | 定数 | 選挙区名 | 定数 | 選挙区名       | 定数 | 選挙区名         | 定数 |
| -------------- | ---- | -------- | ---- | -------------- | ---- | ---------------- | ---- |
| 印旛郡         | 1    | 市川市   | 6    | 習志野市       | 2    | 富津市           | 1    |
| 長生郡         | 1    | 船橋市   | 7    | 柏市           | 5    | 浦安市           | 2    |
| 山武郡         | 2    | 館山市   | 1    | 勝浦市・夷隅郡 | 1    | 四街道市         | 2    |
| 香取郡         | 1    | 木更津市 | 2    | 市原市         | 4    | 袖ケ浦市         | 1    |
| 千葉市中央区   | 3    | 松戸市   | 7    | 流山市         | 2    | 八街市           | 1    |
| 千葉市花見川区 | 3    | 野田市   | 2    | 八千代市       | 3    | 印西市           | 1    |
| 千葉市稲毛区   | 2    | 茂原市   | 2    | 我孫子市       | 2    | 白井市           | 1    |
| 千葉市若葉区   | 2    | 成田市   | 2    | 鴨川市         | 1    | 富里市           | 1    |
| 千葉市緑区     | 2    | 佐倉市   | 3    | 鎌ケ谷市       | 2    | 南房総市・安房郡 | 1    |
| 千葉市美浜区   | 2    | 東金市   | 1    | 君津市         | 2    | 匝瑳市           | 1    |
| 銚子市         | 2    | 旭市     | 1    | 山武市         | 1    | 香取市           | 1    |
| いすみ市       | 1    |          |      |                |      |                  |      |
出典：「千葉県議会議員選挙区図 (PDF) 」（千葉県選挙管理委員会）。
- 無投票選挙区：19選挙区[1]
- 投票日当日の有権者数：3,689,782名

平成23年4月10日執行 千葉県議会議員 投票調 (PDF) （千葉県選挙管理委員会）

## 立候補者
定数95名に147名が立候補した。19選挙区では立候補者が選挙区定数を上回らなかったため、25名が無投票当選となった。また震災を理由として選挙事務を拒否した浦安市では、現職と新人（無所属）の3人が立候補を届け出た。
| 党派       | 合計    | 新旧内訳 | 新旧内訳 | 新旧内訳 | 無投票 当選 |
| 党派       | 合計    | 現職     | 新人     | 元職     | 無投票 当選 |
| ---------- | ------- | -------- | -------- | -------- | ----------- |
| 民主党     | 31(5)   | 19(3)    | 12(2)    |          | 4           |
| 自由民主党 | 58(0)   | 48(0)    | 8(0)     | 2(0)     | 18          |
| 公明党     | 7(0)    | 6(0)     | 1(0)     |          |             |
| みんなの党 | 11(2)   |          | 11(2)    |          |             |
| 日本共産党 | 5(2)    | 4(2)     |          | 1(0)     |             |
| 社会民主党 | 2(1)    | 1(1)     | 1(0)     |          | 1           |
| 諸派       | 5(4)    |          | 4(3)     | 1(1)     |             |
| 無所属     | 28(4)   | 2(0)     | 20(3)    | 6(1)     | 2           |
|            | 147(18) | 80(6)    | 57(10)   | 10(2)    | 25          |

なおカッコ内の数字は女性候補者数。諸派候補5人のうち4人は市民ネットワーク千葉県の候補者である。残りの1人は佐倉市民オンブズマンの候補者である 。

## 選挙結果
選挙の結果、自民党が52議席を獲得、公認候補のみで県議会の過半数を制した。一方、前回躍進した民主党は前回を下回った。公明党や共産党、社民党は現状維持。県議選初挑戦の「みんなの党」は、4議席を獲得、得票では共産党を上回った。諸派の市民ネットワーク千葉県は2議席を獲得した。なお浦安市選挙区（定数2名）では選挙事務が執行されなかったため、4月10日時点では欠員2名となっている。
- 投票率：40.04％（投票者数1,477,321名）前回比マイナス4.39％

| 党派       | 得票      | 合計  | 新旧内訳 | 新旧内訳 | 新旧内訳 |
| 党派       | 得票      | 合計  | 現職     | 新人     | 元職     |
| ---------- | --------- | ----- | -------- | -------- | -------- |
| 民主党     | 284,913   | 16(3) |          |          |          |
| 自由民主党 | 590,763   | 52(0) |          |          |          |
| 公明党     | 132,136   | 7(0)  |          |          |          |
| みんなの党 | 131,292   | 4(0)  |          |          |          |
| 日本共産党 | 71,172    | 4(1)  |          |          |          |
| 社会民主党 | 2,614     | 1(1)  |          |          |          |
| 諸派       | 45,961    | 2(2)  |          |          |          |
| 無所属     | 189,940   | 7(0)  |          |          |          |
|            | 1,448,791 | 93(7) | 66(5)    | 20(1)    | 7(1)     |
諸派の2議席は市民ネットワーク千葉県。

## 浦安市選挙区再選挙
東日本大震災による被害が大きかった浦安市は、4月10日時点での投開票は不可能であるとして、松崎秀樹市長と市選挙管理委員会が選挙事務の執行を拒否した。そのため、4月10日時点における浦安市選挙区では投票が実施されず、定員を超える立候補者がいたにもかかわらず当選者がいないという事態になり、同選挙区では再選挙が実施されることになった。再選挙は5月13日に告示、自民党（内田悦嗣、のちの浦安市長）と民主党、みんなの党の3候補が2議席を争った（1回目の選挙の無所属新人は再立候補を見送った）。投票は22日に行われ、開票の結果、自民党と民主党の元職2名が当選を果たした。これにより、千葉県議会の議席は全て確定した。
| 党派       | 議席 | 前回 選挙 | 増減 |
| ---------- | ---- | --------- | ---- |
| 自由民主党 | 53   | 50        | ＋3  |
| 民主党     | 17   | 20        | －3  |
| 公明党     | 7    | 7         | ±0   |
| みんなの党 | 4    |           | ＋4  |
| 日本共産党 | 4    | 4         | ±0   |
| 社会民主党 | 1    | 1         | ±0   |
| 諸派       | 2    | 2         | ±0   |
| 無所属     | 7    | 11        | －4  |
|            | 95   | 95        |      |

前回選挙の党派別議席数は平成19年4月8日執行千葉県議会議員一般選挙（千葉県選挙管理委員会）より。